# Мифтахов, Сагит Мифтахович
Сагит Мифтахович Мифтахов (баш. Сәғит Мифтах улы Мифтахов; 10 [23] января 1907, с. Красный Яр, Уфимская губерния — февраль 1942) — башкирский советский драматург.

## Биография
В 1921 году закончил педагогические курсы в г. Уфе. В 1925 году вступил в ВКП(б).
В 1927 году окончил Коммунистический университет трудящихся Востока в г. Москве. Работал преподавателем общественных наук и завучем республиканской средней школы имени В. И. Ленина.
В 1930-е гг. работал на различных руководящих должностях в сфере культуры, искусства, в партии и экономических органах Башкирской АССР. Участвовал в организации Башкирского государственного театра оперы и балета, с 1935 г. — директор Башкирского государственного театра драмы и Русского драматического театров.
С началом Великой Отечественной войны добровольцем ушёл на фронт; погиб в феврале 1942 года.

## Творческая деятельность
Печатался с 1925 года. В 1929 году была поставлена его первая пьеса «В стране панов» («Пандар илендә»), посвящённая революционному движению в Польше.
В театрах Башкирской АССР шли пьесы Сагита Мифтахова:
- «Кровь Урала» («Урал ҡаны», 1933) — из жизни металлургического завода,
- «Зимогоры» («Зимагорҙар», 1936) — о классовом расслоении башкирской общины и пробуждении революционного сознания трудящихся до революции,
- драма «Рейд Блюхера» («Блюхер рейды», 1935) — об установлении Советской власти на Урале,
- комедия «Небесная хурайра» («Күктән төшкән һөрәйрә», 1937), направленная против религиозных пережитков.

Известны его пьесы «Сакмар» («Һаҡмар», 1934), «Великий шквал» («Бөйөк шквал»), «Дружба и любовь» («Дуҫлыҡ hәм мѳхәббәт», 1939), «Дочь степи» («Ялан ҡыҙы», 1940).
Написал либретто опер «Сакмар» («Һаҡмар») и «Акбузат» («Аҡбуҙат»). Переводил драматические произведения на башкирский язык; автор многочисленных статей по вопросам литературы и театрального искусства.

## Память
Именем Мифтахова названа улица в ныне не существующем поселке Новоалександровка в Орджоникидзевском районе г. Уфы.
Учреждена районная журналистская премия имени Сагита Мифтахова.